# Hazel Kirke
Hazel Kirke, tratto da un testo teatrale, è un film del 1916 diretto da Louis J. Gasnier, Leopold Wharton e Theodore Wharton. Girato ad Ithaca, nello stato di New York, il film - interpretato da Pearl White - venne distribuito dalla Pathé il 28 gennaio 1916.
La prima versione del dramma fu portata sullo schermo nel 1905 da Edwin S. Porter e Wallace McCutcheon con un film dal titolo The Miller's Daughter e poi nel 1912 da  Hazel Kirke di Oscar Apfel.
Il lavoro teatrale Hazel Kirke era andato in scena al Madison Square Theatre nel 1879, scritto e prodotto da Steele MacKaye.

## Trama
Hazel Kirke, figlia di un mugnaio, è stata mandata in collegio per completare i suoi studi. Conosce e si innamora di un giovane milionario,  Arthur Carringford che sposa segretamente. La madre di  Arthur, quando viene a sapere delle nozze, va su tutte le furie perché non ritiene Hazel della loro stessa classe sociale. Dichiara alla ragazza che il fedele servitore della famiglia che ha procurato il pastore che ha celebrato la cerimonia, ha, in realtà, portato sull'altare un falso officiante cosa che invalida il matrimonio.
Hazel torna dai suoi e, depressa, cerca di suicidarsi annegandosi. Ma  Arthur, che l'ha seguita, riesce a salvarla e le dice che il ministro era un vero pastore e che loro due sono sempre stati marito e moglie.

## Produzione
Il film è stato girato a Ithaca nello stato di New York, negli studi Wharton, prodotto da Leopold e Theodore Wharton.

## Distribuzione
Il copyright del film, richiesto dalla Pathé Frères, fu registrato l'8 febbraio 1916 con il numero LU7581.
Distribuito negli Stati Uniti dalla Pathé Exchange (Gold Rooster Plays), il film uscì in sala il 28 gennaio 1916.